# Hawthorn, Leslie & Company

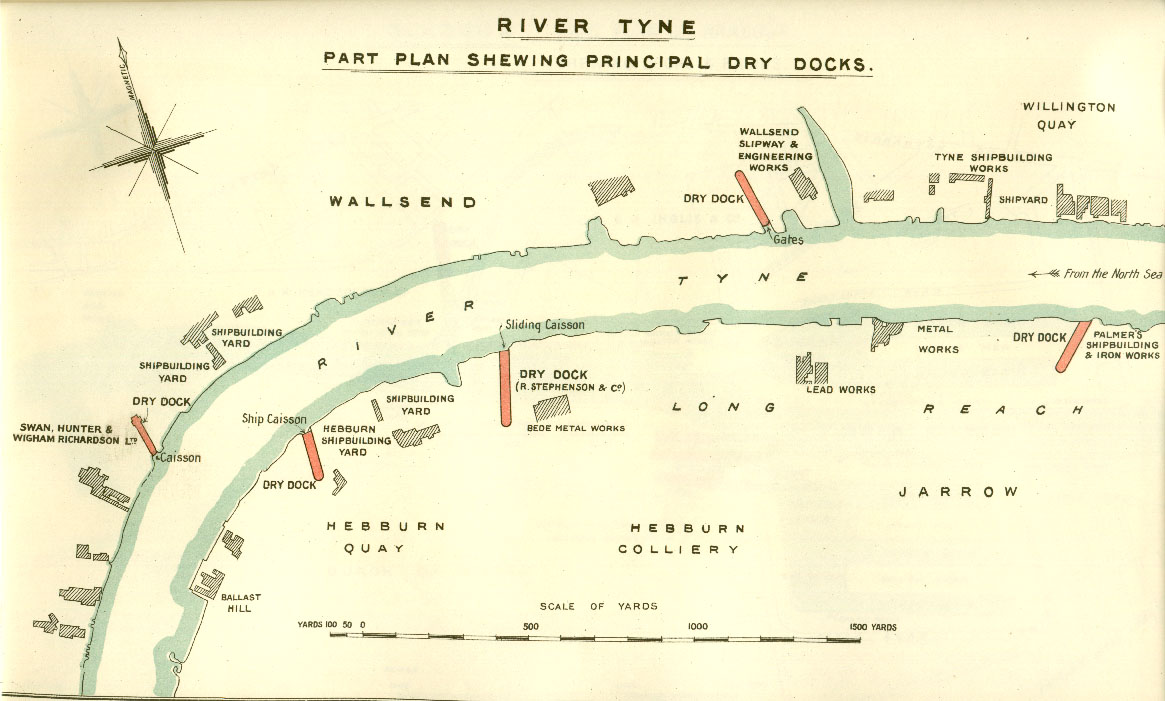
Hebburn Shipbuilding Yard, Lageplan von 1909

R. & W. Hawthorn Leslie and Company, Limited, meist kurz als Hawthorn Leslie bezeichnet, ist heute ein britisches Mobilfunkunternehmen, das bis 1982 als Schiffbauunternehmen und bis 1937 auch im Lokomotivenbau tätig war.

## Geschichte
Das Unternehmen ging 1870 aus dem Zusammenschluss der Werft A. Leslie and Company in Hebburn mit dem Lokomotivenhersteller R. and W. Hawthorn aus St. Peter's in Newcastle upon Tyne hervor und wurde 1886 in eine Limited-Gesellschaft umgewandelt.
1890 wurde eine erste Dreifachexpansionsdampfmaschine für den Dampfer Orjol gebaut, im Jahr 1900 die Maschinen des Dampfers Canadian hergestellt.
1907 wurde ein Gelände, das an das bestehende in Forth Banks anschloss, erworben, um den Betrieb zu erweitern und zu Beginn des Ersten Weltkriegs konnten außer Schiffen Dampfmaschinen, Turbinen, Wasserrohrkessel und verschiedenste Arten von Lokomotiven geliefert werden.
Der Lokomotivenbau wurde 1937 an Robert Stephenson and Company abgegeben, der daraufhin unter dem Namen Robert Stephenson and Hawthorns Ltd. firmierte.
Eines der bekanntesten Schiffe, welche bei Hawthorn Leslie entstand, war die 1938 vom Stapel gelassene und von Louis Mountbatten kommandierte Kelly. 1954 erfolgte eine Umstrukturierung der Aktiengesellschaft. Die Schiffbau- und Reparaturwerft beschäftigte 1961 2200 Mitarbeiter, die außer den Passagier- und Frachtschiffen für den Liniendienst auch Kühl- und Massengutschiffe, Tanker und Kriegsschiffe produzierten.
Ab 1967 wurden nur noch vier Schiffe unter der Ägide von Swan Hunter gebaut.
Am 1. Juli 1977 wurde Hawthorn Leslie in die staatliche British Shipbuilders Corporation eingegliedert. Der Maschinenbau wurde 1979 mit dem ebenfalls verstaatlichten Motorenbauunternehmen George Clark & NEM zu Clark Hawthorn zusammengefasst.
Hawthorn Leslies Stammwerft in Hebburn wurde 1982 geschlossen und das Restunternehmen an Cammell Laird verkauft. Im Jahr 2001 wurde es an die A&P Group weiterveräußert, blieb aber seither ungenutzt. Das eigentliche Unternehmen blieb aber trotz des Verlusts des Schiffbaus bestehen und fokussierte sich auf das Telefongeschäft. Im März 1993 kaufte Vodafone das Unternehmen und wandelte es zum Mobilfunkanbieter.

### Bekannte Schiffe von Hawthorn Leslie

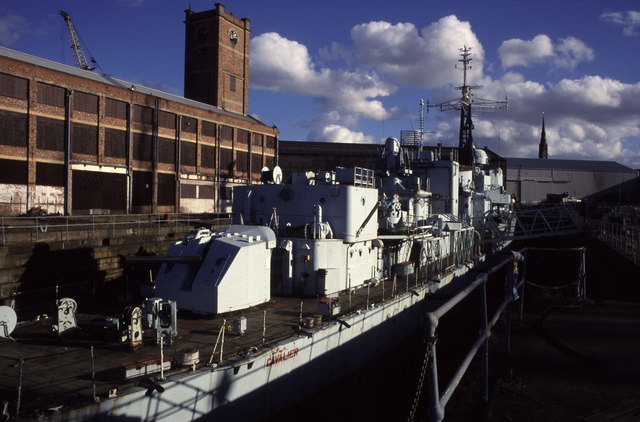
Das Hawthorn Leslie Trockendock

- Triumph
- Naiad
- Argonaut
- Sir Bedivere
- Active
- Agincourt
- Antelope
- Boadicea
- Electra
- Encounter
- Imogen
- Imperial
- Legion
- Warwick

## Lokomotivbau

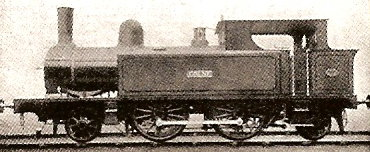
Colne, eine 2-4-2T Hawthorn Leslie Lokomotive von 1887

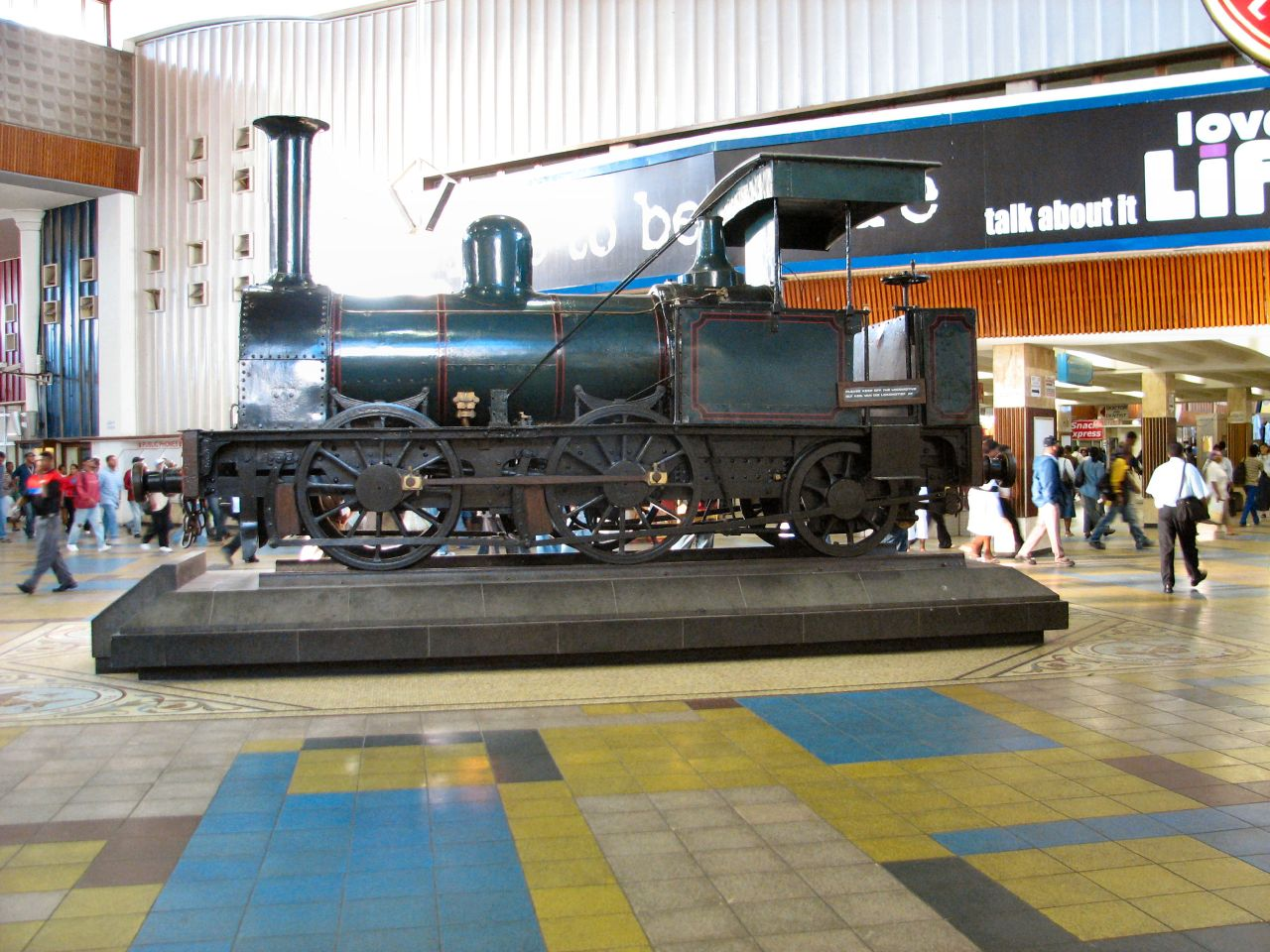
Eine 0-4-2 Hawthorn Leslie Lokomotive in der Cape Town Railway Station

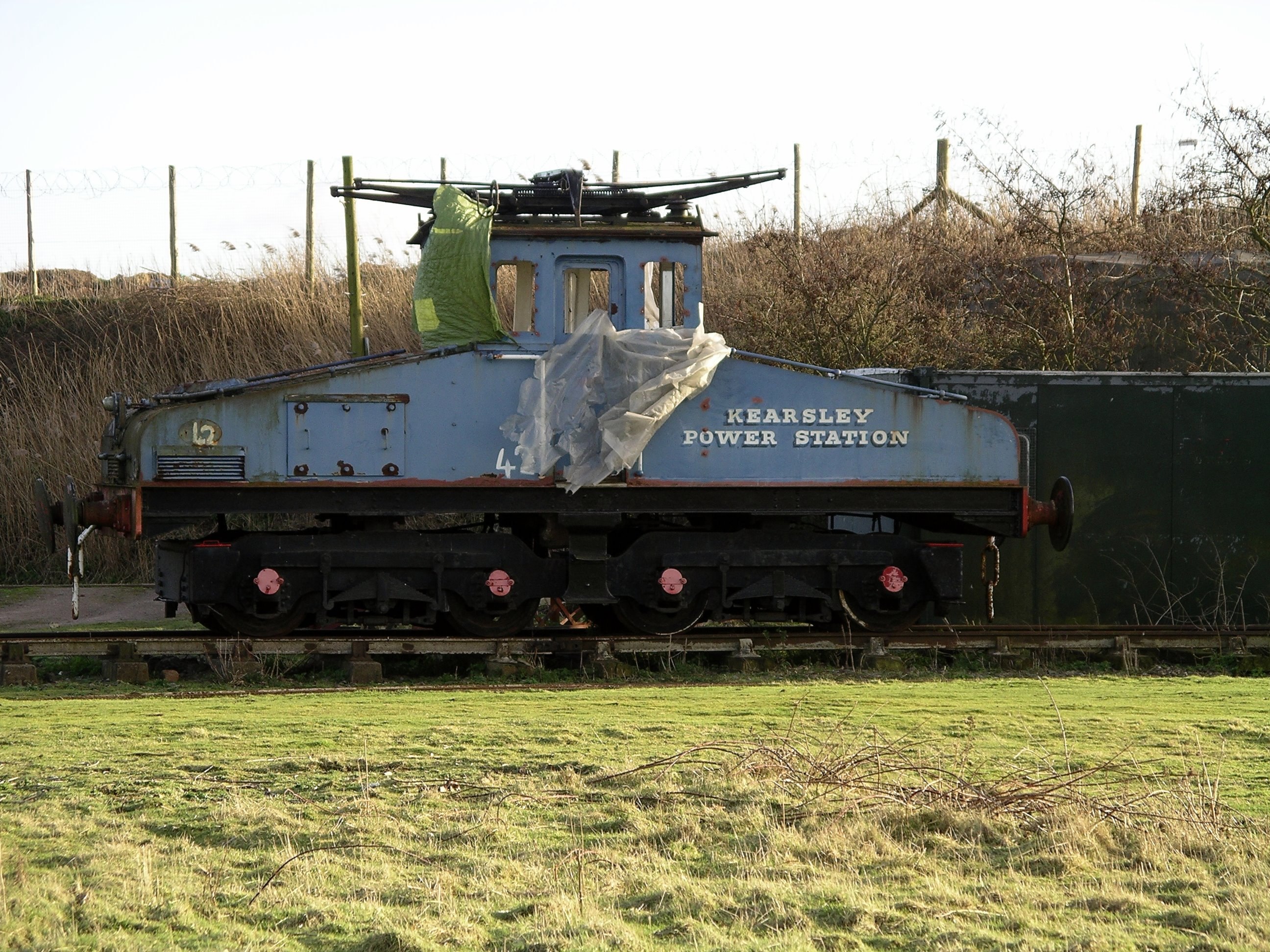
Eine elektrisch betriebene Hawthorn Leslie Lokomotive von 1928

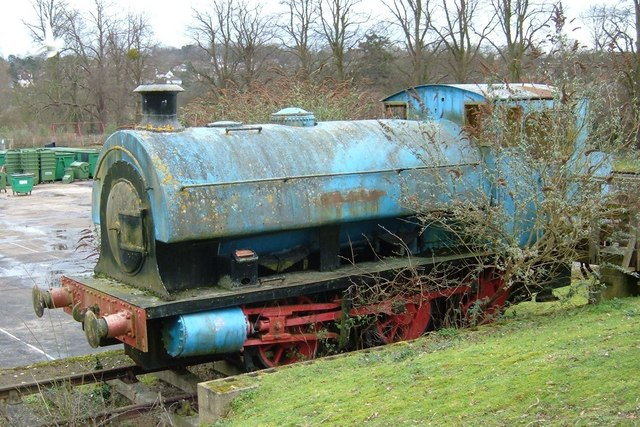
Eine 0-6-0 Lokomotive mit Satteltank in Leatherhead

Der Lokomotivbau von Hawthorn Leslie umfasste eine breite Palette von Standard- und Einzelentwürfen, darunter zahlreiche Tender- und Dampfspeicherlokomotiven. Diese wurden sowohl an große Eisenbahngesellschaften als auch an Industriebahnen geliefert, wobei ein erheblicher Anteil der Produktion für den Export in die britischen Kolonien und die Bedürfnisse der dortigen Bahngesellschaften entwickelt wurde.
1887 wurde die Colne Valley and Halstead Railway mit 2-4-2T mit Lokomotiven beliefert und im Folgejahr eine Kranlok für Palmers Shipbuilding and Iron Company gebaut. 1893 ließ Frederick Charles Winby bei Hawthorn Leslie eine vierzylindrige Lokomotive, mit der Achsaufteilung 4-2-2-0 und elliptischen Kessel bauen, die er auf der Weltausstellung 1893 in Chicago ausstellte. Die Lokomotive mit dem Namen James Toleman war leider ein Misserfolg.
Hawthorne Leslie baute eine ganze Reihe von Lokomotiven für bekannte Bahngesellschaften. So entstanden 1899 zwei 2-4-0 Loks für die Kent and East Sussex Railway, zwischen 1896 und 1901 vier 0-4-4 Lokomotiven für die Metropolitan Railway und 1907 je eine 0-8-0 Tenderlokomotive für die Plymouth, Devonport and South Western Junction Railway und die Kent and East Sussex Railway. Die Shropshire and Montgomeryshire Railway erhielten 1911 zwei 0-6-2 T Lokomotiven und die Taff Vale Railway wurde während des Ersten Weltkriegs mit einer Serie von 27 Lokomotiven ähnlicher Bauart beliefert. 1915 erteilte F. G. Smith von der Highland Railway den Auftrag, sechs 4-6-0 aufgeteilte Lokomotiven nach seinen Entwürfen zu bauen. Diese wurden nicht abgenommen, da sie zu schwer geraten waren und danach an die Caledonian Railway verkauft. Die London and North Eastern Railway orderte 1925/6 eine Serie von GCR Class 9N Loks. Ende der 1920er Jahre wurden auch elektrische Lokomotiven mit ins Programm genommen.
Zwischen 1934 und 1935 erbaute Hawthorn Leslie elf Diesellokomotiven der Achsfolge 0-6-0 für die London, Midland and Scottish Railway, die bei der Übernahme durch die British Rail als Class D3/6 bezeichnet wurden. 1935 erhielt die Great Western Railway eine Diesellokomotive mit der Achsfolge 0-6-0, welche bei der Übernahme durch die British Rail als Class D3/10 bezeichnet wurde. Die Lokomotiven besaßen einen diesel-elektrischen Antrieb, wobei der elektrische Teil von English Electric hergestellt wurde.

### Erhaltene Lokomotiven
Einige Hawthorn Leslie Tenderlokomotiven haben bis heute überdauert, darunter ein Exemplar der Isle of Wight Steam Railway, die 37 „Invincible“, mit der Achsfolge 0-4-0, die „3717“ im Buckinghamshire Railway Centre und die „Cyclops“ der Tanfield Railway. Ein weiteres Exemplar der Bo'ness and Kinneil Railway soll überholt werden. Das Rutland Railway Museum besitzt die neu lackierte zweiachsige Dampflokomotive Singapore und der Cambrian Railway Trust eine 0-6-0 ST Lok, die restauriert werden soll. Eine weitere Lokomotive dieses Typs wird in Leatherhead ausgestellt.
Eine elektrisch betriebene Rangierlok des Kraftwerks in Kearsley ist im Coventry Railway Centre, bei Coventry, Warwickshire ausgestellt.